# Rita Drávucz
Rita Drávucz (Szolnok, 14 aprile 1980) è un'ex pallanuotista ungherese, che ha rappresentato per tre volte l'Ungheria ai Giochi olimpici.

## Biografia
Nuotatrice a livello agonistico fino ai quattordici anni, passò poi a praticare la pallanuoto ottenendo un buon successo. Fu convocata nelle giovanili della nazionale e, dal 1996, fece parte della nazionale seniores. Militò nel frattempo nella squadra dello Szentesi Vízilabda Klub.
In nazionale maggiore, ottenne come primo piazzamento il settimo posto ai mondiali del 1998. A questo, fece seguito il quarto posto agli europei del 1999.
Nel 2000 vinse lo scudetto ai campionati ungheresi e prese parte alle qualificazioni per disputare le sue prime Olimpiadi, senza ottenerla. Dalla stagione successiva, si trasferì in Italia, dove giocò con la squadra del Lerici. In quell'anno vinse l'oro agli europei di casa, sconfiggendo in finale proprio la nazionale italiana. Un mese più tardi, in occasione dei mondiali di Fukuoka si assistette alla rivincita in finale, che questa volta vide prevalere l'Italia; Rita Drávucz conquistò comunque la sua prima medaglia iridata, un argento.
Continuò a giocare nel campionato italiano, trasferendosi nell'Orizzonte Catania e vincendo al termine della stagione sia il titolo italiano che la Coppa dei Campioni. Fu eletta inoltre capocannoniera del campionato italiano per tre anni di fila.
Nel 2003 vinse l'argento ai campionati europei, venendo sconfitta dall'Italia in finale. Nello stesso anno, fu quinta ai mondiali di Barcellona. Prese parte alle Olimpiadi di Atene, dove la squadra magiara si classificò sesta. Dopo le Olimpiadi, lasciò Catania per trasferirsi alla Fiorentina Waterpolo, dove restò per i successivi sei anni.
Nel 2005 vinse la medaglia d'oro ai mondiali di Montréal, mentre l'anno successivo fu bronzo agli europei di Belgrado.
Nel 2007 vinse nuovamente lo scudetto italiano e fu capocannoniera del campionato. Nel 2008 vinse il bronzo agli europei di Malaga e prese parte alle Olimpiadi di Pechino, dove la squadra ungherese perse la sfida per la medaglia di bronzo contro l'Australia. Rita Drávucz fu molto apprezzata anche per il suo aspetto, ottenendo il terzo posto nella classifica delle donne più belle delle Olimpiadi.
Ai mondiali di Roma 2009 la nazionale ungherese si accontentò della settima piazza, mentre agli europei di Zagabria 2010 fu quinta classificata. Ai mondiali di Shanghai 2011 ottenne invece il nono piazzamento.
Nella stagione 2011/2012 militò nella Pro Recco, con la quale vinse la sua quarta Coppa dei Campioni. Nel 2012, agli europei di Eindhoven, Rita Drávucz ottenne la medaglia di bronzo insieme alle compagne. Nello stesso anno, prese parte alle sue terze e ultime Olimpiadi, quelle di Londra, che terminarono come le precedenti con il quarto posto e la sconfitta in finale per il bronzo contro l'Australia.
In seguito ad un infortunio e alla scelta di dedicarsi alla famiglia, Rita Drávucz smise di praticare la pallanuoto dopo le Olimpiadi di Londra. Tornò a giocare nella stagione 2017/2018 con la squadra del Keruleti, ritirandosi definitivamente dopo l'esperienza.
Sua figlia Flora nacque con una patologia congenita rara, la malattia di Charcot-Marie-Tooth. Per questo motivo, Rita Drávucz divenne una testimonial a favore dell'integrazione sociale e sportiva delle persone disabili e diede vita alla fondazione WonderFlora & CMT Alapítványt, attiva nel sostegno alle persone affette dalla CMT.

## Palmarès

### Club
- Campionato ungherese femminile di pallanuoto: 4

Szentes: 1996-97, 1997-98, 1998-99, 1999-2000
- Campionato italiano: 4

Orizzonte Catania: 2001-02, 2002-03, 2003-04
Fiorentina: 2006-07
- LEN Champions Cup: 4

Orizzonte Catania: 2001-02, 2003-04
Fiorentina: 2006-07
Pro Recco: 2011-12
- Supercoppa LEN: 1

Fiorentina: 2007

### Nazionale
- Mondiali

Fukuoka 2001: 
Montréal 2005: 
- Coppa del Mondo

Perth 2002: 
- World League

Long Beach 2004: 
- Europei

Budapest 2001: 
Lubiana 2003: 
Belgrado 2006: 
Malaga 2008: 
Eindhoven 2012: 